# Luc Decavele
Luc Decavele (7 april 1946) is geboren in Kortrijk en was CD&V-burgemeester van Harelbeke van 1993 tot en met 2006.

## Biografie
Hij groeide op in Harelbeke in een gezin van 7 kinderen, met Joël “Max” Decavele en Leona Hostens als ouders. Als sportieve jongeling kwam hij zo, via de voetbal, in contact met zijn echtgenote Marie-Jeanne Noppe, dochter van Leon Noppe en Lucienne Delannoy, de toenmalige uitbaters van het café Stadion. Luc en Marie-Jeanne huwen op 30 april 1969 en zullen samen uiteindelijk drie kinderen op de wereld zetten.

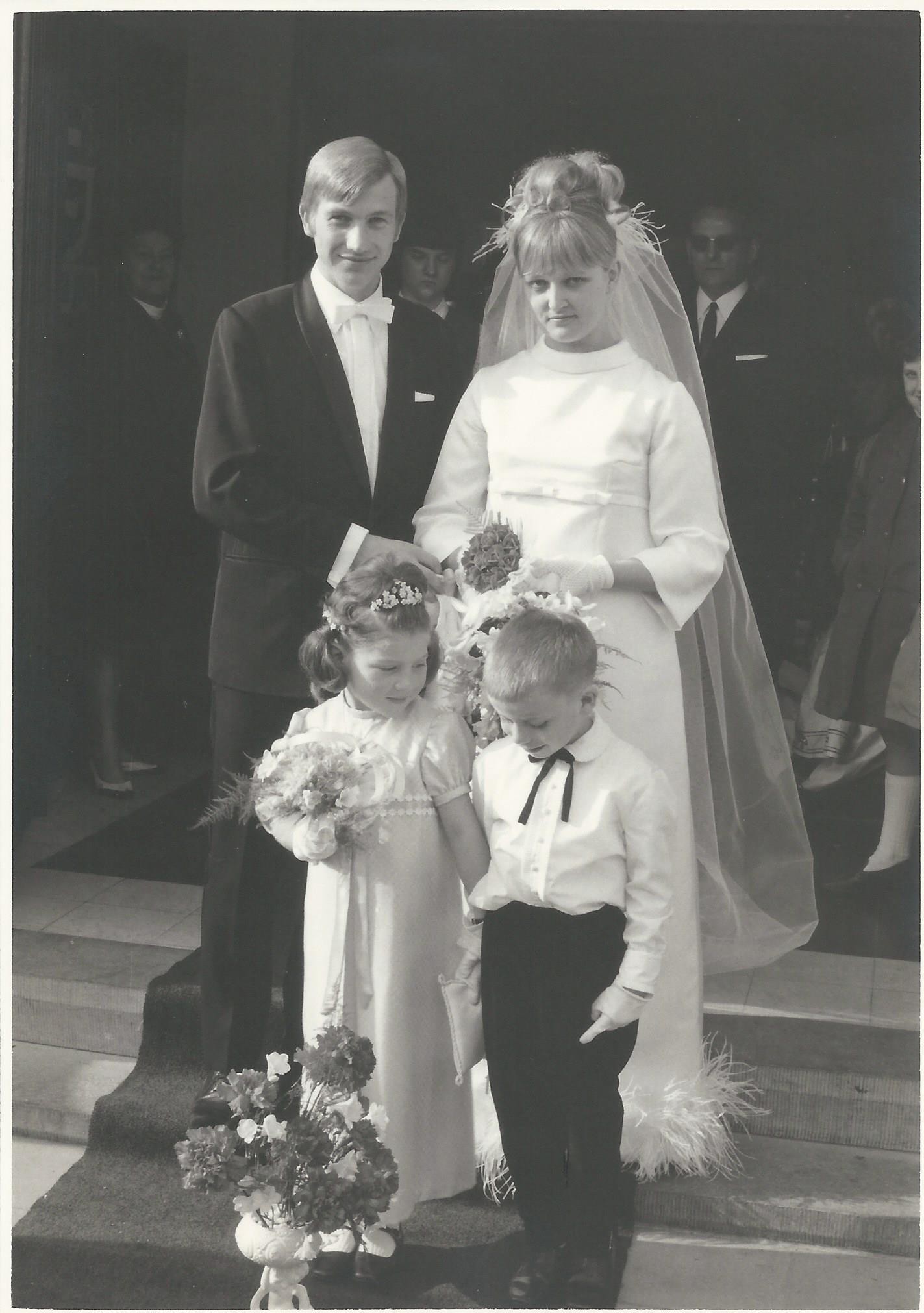
Huwelijk Noppe Marie-Jeanne & Decavele Luc

Hij werkte als bediende bij de Christelijke Mutualiteit en vrijwilliger bij vele organisaties en diensten, maar was daarnaast al vroeg gebeten door de politieke microbe. Van 1974 tot 1978 was hij secretaris voor de CVP in Harelbeke, van 1980 tot 1983 raadslid van het OCMW van Harelbeke, vervolgens van 1983 tot 1988 werkte hij als gemeenteraadslid voor de CVP in Harelbeke.

In 1989 behaalt de CVP met een volstrekte meerderheid (50.76%, bijna tien procent meer dan in 1982) een historische overwinning en werd Luc Decavele eerste schepen van cultuur en onderwijs in Harelbeke. Na de politieke overstap van de toenmalige burgemeester Pierre Lano, nam Luc Decavele het roer over en werd hij burgemeester in 1993.  In juli 1993 ontmoette hij ook Koning Boudewijn, die vier weken voor zijn overlijden nog samen met burgemeester Decavele het provinciaal domein De Gavers bezocht.

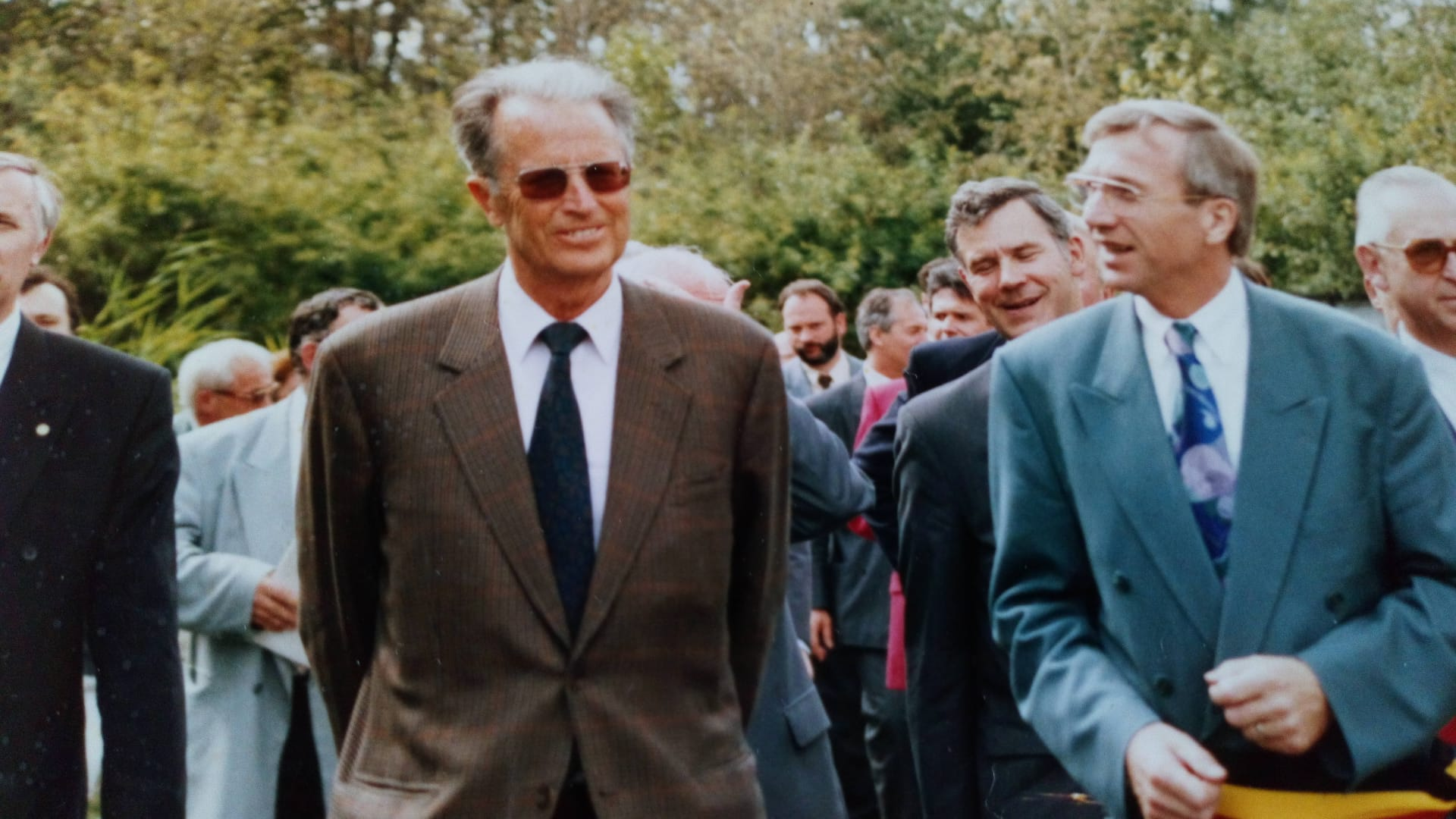
Bezoek van Koning Boudewijn, samen met burgemeester Luc Decavele, aan het Provinciaal Domein De Gavers.

Ook na de verkiezingen van 1994 (met maar liefst 3729 naamstemmen) en 2000 bleef Luc Decavele de burgervader van Harelbeke. Uiteindelijk was hij de burgemeester van Harelbeke van 1993 tot 31 december 2006, waar hij besliste om zijn politieke loopbaan stop te zetten. Hiermee is hij momenteel de langst regerende burgervader sinds de fusie van de gemeenten in 1977.
In 2007 kreeg hij van de gemeenteraad de eretitel van ere-burgemeester van de stad Harelbeke.